# اچ‌ام‌اس تراستی (ان۴۵)
اچ‌ام‌اس تراستی (ان۴۵) (به انگلیسی: HMS Trusty (N45)) یک زیردریایی بود که طول آن ۲۷۵ فوت (۸۴ متر) بود. این زیردریایی در سال ۱۹۴۱ ساخته شد.